# بالدوين دي أفيسنيس
بالدوين دي أفيسنيس (بالفرنسية: Baudoin d'Avesnes)‏ (سبتمبر 1219 - 10 أبريل 1295؛ أفيسنيس) هو الأبن الأصغر لـ بوشار الرابع دي أفيسنيس ومارغريت الثانية، كونتيسة فلاندرز اعتبر زواج والديه غير قانوني بعد فترة قصيرة من ولادته، وفي وقت لاحق اعتبر كأنه أبن شرعي من قبل البابا، وبتحريض من قبل الملك لويس التاسع من فرنسا.
خاض حياته كله جنباً إلى جنب شقيقه جان الأول ضد أخوته الغير أشقاء من زوج والدتهم من ويليام الثاني دي دامبير، وقيل أنه كان المسؤول عن مقتل أخوه الغير شقيق ويليام الثالث دي دامبير خلال المبارزة في ترازيغنيز، وبعد مرسوم بيرون ووفاة شقيقه جان الأول توافق مع والدته بعد أن أرسله أخوه إلى نامور في حملة انتقامية.
في 1287 باع بالدوين دونكيرك ووارنتون إلى غي، كونت فلاندرز.
بالدوين هو والد بياتريس زوجة هاينريش السادس، كونت لوكسمبورغ وهما والدا هنري السابع، إمبراطور روماني مقدس.